# Nicola Pavin
Nicola Pavin (Montebelluna, 23 novembre 1984) è un rugbista a 15 italiano, apertura del Riviera.

## Biografia
Cresciuto nelle giovanili della Benetton Treviso, esordisce in Super 10 con la maglia del Petrarca Padova. Dopo una stagione a Rovigo e due in Serie A2 con la maglia del Riviera, nella stagione 2011-2012 approda in terra bresciana tra le file del Rugby Calvisano, con cui conquista il suo primo Scudetto e la sua prima Coppa Italia, ora denominata Trofeo Eccellenza. Per la stagione 2012-2013 approda a Vicenza per giocare con i neopromossi Rangers in Serie A2. Nella stagione 2013-2014 gioca con il Mirano in serie B. Per poi approdare nella stagione 2014-2015 alla Tarvisium in Serie A. E far ritorno per motivi familiari a Riviera, dove oltre a giocare nel campionato di serie b, allena anche la formazione Under 18 insieme ad Alessio Ruffert un altro importante ex giocatore

## Palmarès
- Campionati italiani: 1
Calvisano: 2011-12
- Trofei Eccellenza : 1
Calvisano: 2011-12